# مدرسه مدیریت اسلون ام‌آی‌تی
مدرسه مدیریت اسلون ام‌آی‌تی (انگلیسی: MIT Sloan School of Management) دانشکده کسب‌وکار مؤسسه فناوری ماساچوست، واقع در کیمبریج، ماساچوست، ایالات متحده است. اسلون ام‌آی‌تی مدارک کارشناسی، کارشناسی ارشد و دکترا اعطا می‌کند و همچنین به مدیران دوره‌های آموزش اجرایی ارائه می‌دهد. ورود به دوره‌های ام بی ای آن از سخت ترین‌ها در سطح جهان است،و رتبهٔ آن در زیرشاخه‌های مدیریت بیش از هر مدرسه کسب و کار دیگری، ۱ است.
اسلون ام آی تی بر نوآوری در عمل و تحقیق تأکید می‌کند. بسیاری از ایده‌های اثرگذار در مدیریت و فایننس از جمله مدل بلک-شولز، مدل رشد سولو، فرضیه گام تصادفی، مدل قیمت‌گذاری گزینه دوجمله ای، و زمینه پویایی‌شناسی سامانه‌ها در اسلون ام آی تی شروع شده‌اند. اعضای هیئت علمی آن به کرّات برنده جایزه نوبل اقتصاد و مدال جان بیتز کلارک شده‌اند.